# ماكس مل
ماكس مل (بالألمانية: Max Mell)‏ (و. 1882 – 1971 م) هو شاعر، وكاتب مسرحي، ومؤلف، وكاتب نمساوي، ولد في ماريبور، كان عضوًا في الحزب النازي، توفي في فيينا، عن عمر يناهز 89 عاماً.

## جوائز وترشيحات
حصل على جوائز منها:
جوائز
- Franz Grillparzer Prize [الإنجليزية]‏ (1929)
- Franz Grillparzer Prize [الإنجليزية]‏ (1940)
- Bauernfeld Prize [الإنجليزية]‏

ترشيحات
- جائزة نوبل في الأدب (1953)
- جائزة نوبل في الأدب (1954)
- جائزة نوبل في الأدب (1960)
- جائزة نوبل في الأدب (1962)

ترشح لـ:
- جائزة نوبل في الأدب (1962)[6]
- جائزة نوبل في الأدب (1960)[6]
- جائزة نوبل في الأدب (1954)[6]
- جائزة نوبل في الأدب (1953).[6]

## وصلات خارجية
- ماكس مل على موقع IMDb (الإنجليزية)
- ماكس مل على موقع مونزينجر (الألمانية)
- ماكس مل على موقع كينوبويسك (الروسية)
- ماكس مل في قاعدة بيانات الأفلام على الإنترنت